# Suhas Subramanyam
Suhas Subramanyam (Houston, 26 settembre 1986) è un politico statunitense, membro della Camera dei Rappresentanti per lo stato della Virginia dal 2025.

## Biografia

### Formazione ed esperienze professionali
Nato a Houston da genitori bramini emigrati da Bangalore, Suhas Subramanyam crebbe nel Texas e studiò filosofia all'Università Tulane. Dopo il college lavorò come assistente legislativo al Congresso, affiancando il senatore Dick Durbin nella commissione Giustizia, dove si stava occupando di introdurre il DREAM Act, una legge che concedesse la residenza temporanea agli immigrati illegali minorenni. Conseguì successivamente la laurea in giurisprudenza presso la Northwestern University; da studente al secondo anno, lavorò in un team che riuscì a ribaltare una sentenza di condanna per un uomo ingiustamente accusato di omicidio, che aveva già scontato ventun anni di carcere.
Prestò servizio volontario come vigile del fuoco e paramedico, venendo allontanato dal dipartimento dopo alcuni problemi nella gestione delle emergenze.
Nel 2015, Subramanyam ottenne l'incarico di consulente per le politiche tecnologiche della Casa Bianca nell'amministrazione di Barack Obama. In questa veste, guidò una task force sulla politica tecnologica con l'obiettivo di creare nuovi posti di lavoro e modernizzare le tecnologie informatiche.

### Carriera politica

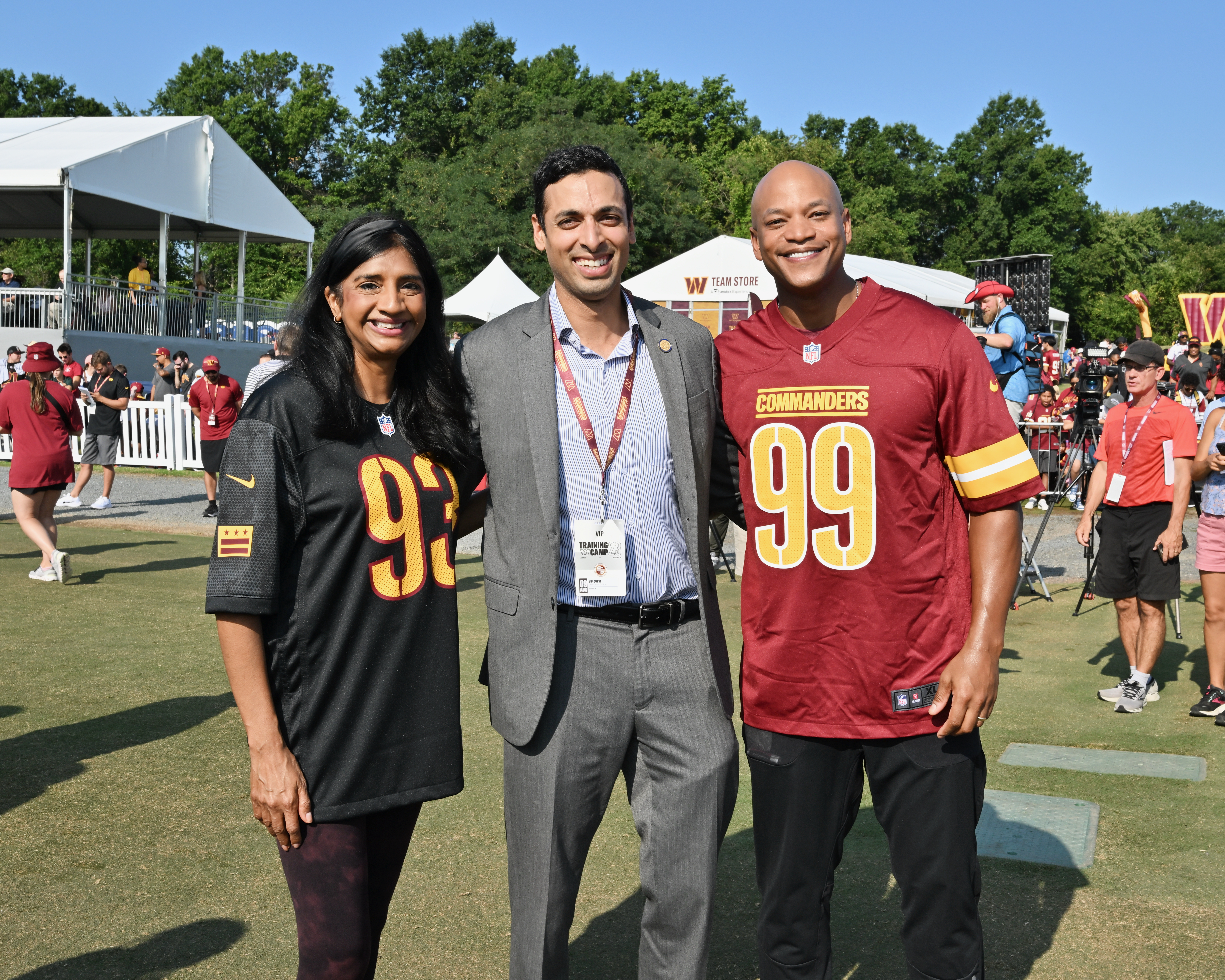
Suhas Subramanyam con Aruna Miller e Wes Moore nel 2023

Entrato in politica con il Partito Democratico, nel 2019 si candidò alla Camera dei delegati della Virginia. Nelle primarie affrontò come avversari altri tre statunitensi di prima generazione, riuscendo a prevalere con il 47% delle preferenze. Nelle elezioni generali, propose nel suo programma interventi a favore dell'istruzione, dell'assistenza sanitaria e dei trasporti, riuscendo ad essere infine eletto con il 62% dei voti. Divenne il primo indo-americano e il primo indù ad essere eletto all'Assemblea generale della Virginia.
Nel 2021 venne riconfermato dagli elettori per un secondo mandato, raccogliendo il 58% delle preferenze. Nello stesso anno, fu uno dei co-fondatori del primo caucus degli asiatici americani e delle isole del Pacifico dell'Assemblea Generale.
Nel 2023 si candidò per la camera alta dell'Assemblea, il Senato della Virginia, affrontando nelle primarie democratiche il dentista di origini palestinesi Ibraheem Samirah. Subramanyam prevalse sul contendente con il 73,7% dei voti e successivamente vinse anche le elezioni generali.
Poco dopo essere entrato in carica, Suhas Subramanyam annunciò la propria intenzione di candidarsi alla Camera dei Rappresentanti nelle elezioni parlamentari del 2024, per il seggio lasciato dalla deputata Jennifer Wexton, ritiratasi dalla politica per motivi di salute. Nelle primarie democratiche affrontò altri undici candidati, ma ricevette l'importante sostegno pubblico della deputata uscente, nonché dell'ex deputata repubblicana Barbara Comstock.
Al termine della campagna elettorale, Subramanyam risultò vincitore delle primarie con il 30% dei voti. Nelle elezioni generali affrontò il repubblicano Mike Clancy in una campagna elettorale che si rivelò particolarmente combattuta: Clancy sostenne che l'avversario avesse enfatizzato il suo servizio nei vigili del fuoco pur essendone stato allontanato, mentre Subramanyam cercò di legare l'immagine di Clancy a quella di Donald Trump tramite i suoi legami con la Heritage Foundation; Subramanyam si espresse a favore del diritto all'aborto e per il controllo delle armi, promettendo inoltre di lavorare in maniera bipartisan sul tema dell'immigrazione legale. Al termine della sfida, Subramanyam risultò vincitore, raccogliendo il 52,3% dei voti totali.
Divenne il primo indo-americano eletto al Congresso dalla East Coast. Il giorno del suo insediamento come deputato, prestò giuramento sulla Bhagavadgītā.